# 安圭拉议会
安圭拉议会（英語：Anguilla House of Assembly）是英国海外领地安圭拉的立法机关。安圭拉议会实行一院制，由11名议员组成，包括7名从单一选区中选举产生、任期5年的议员，2名当然议员以及2名指定议员。